# Ingvar den vittfarnes saga
Ingvar den vittfarnes saga, (isländska Yngvars saga víðförla) skildrar Ingvar den vittfarnes liv, bland annat hur denne leder en expedition med en flotta, först i österled, därpå söderut. 
Sagan innehåller upplysningar som kan sättas i relation till Ingvarsstenarna. Sagan ger också ett exakt årtal i kristen tideräkning: Ingvar dog 1041 efter 5 års resa, 25 år gammal (hálfþrítugr). Budskapet om dennes, och merparten av hans följeslagares, död ska ha nått Mälardalen år 1042 med det sista av de trettio skepp som seglat ut. 
Som i många andra fall avseende den isländska sagalitteraturen, finns ett antal felaktigheter ifråga om diverse dateringsaspekter.
Vad gäller just Ingvars dödsår, finns detta dock bekräftat även i andra isländska källor som t.ex. olika annaler. Denna uppgift är därför relativt vedertagen i forskningen. 

## Handling
Sagan börjar under Erik Segersälls tid, som var kung i Uppsala och dog omkring 995. Ingvars farmor, vars namn sagoförfattaren inte känner till, var dotter till Erik, kanske frillobarn. Hon begärdes i gifte av en svensk hövding Åke (Áki), men giftes bort med en småkung från Gårdarike. Denne överfölls och dödades av Åke. Han tog den svenska kungadottern med sig hem och gifte sig med henne. Deras son var Emund (Eymundr). 
Kung Erik låter en tid senare dräpa Åke och konfiskerar hans jord och egendom. Emund växer upp hos kung Erik, och sedan hos Olof Skötkonung efter Eriks död. När han blir vuxen harmas han över att kungen tagit hans arv. Han dräper konungens skatteindrivare och blir fredlös. Olofs dotter Ingegerd ger honom ett skepp och han far utomlands. När Ingegerd gifter sig med kung Jaroslav I av Kiev år 1018 åker Emund dit och vistas en kort tid.
Vid hemkomsten till Sverige försonas Emund med Olof tack vare Ingvar och Olofs son Anund. Ingvar växer då upp hos Olofs hov. När Ingvar har blivit vuxen kräver han att bli sedd som kung, något som Olof nekar honom. Då bestämmer Ingvar sig för att skaffa sig ett eget land, och beger sig med 30 skepp till Gårdarike där han stannar i tre år hos Jaroslav I av Kiev. Färden fortsätter sedan på en flod som flyter "östanifrån kring Gårdarike". Där hamnar han hos drottning Silkesiv som han lyckas konvertera till kristendomen. Senare, träffar Ingvar och hans män på Kung Jólf som de hjälper i strid mot hans broder. Efter striden träffar de en grupp kvinnor som smittar dem med en sjukdom. Denna epidemi dödar en stor andel av männen inklusive Ingvar själv. Ketill från Island får i uppdrag att ta Ingvars kropp hem till Sverige och förtälja om hans död. Detta gör han och åker sedan hem till Island. Sagan hävdar att Ingvar dog 1041.

## Svenska utgåvor
- ”Sagan om Ingwar Widtfarne och hans son Swen”, Nils R. Brocman, 1762
- ”Yngvars saga vidforla jämte ett bihang om Ingvarsinskrifterna”, Emil Olson, 1912 (ingen översättning, texten utgiven på isländska originalspråket men med svenska kommentarer)
- ”Ett ödesdigert vikingatåg”, Mats G. Larsson, 1990 (innehåller en översättning av sagan av Jan Paul Strid)